# Budapesttrion
Budapesttrion var en musikalisk ensemble, vilken framträdde första gången 1926 och flera gånger besökte Sverige. Gruppen bestod av bröderna N. Roth på violin, G. Roth på violoncell och A. Petri på piano.